# Trineurocephala pubescens
Trineurocephala pubescens är en tvåvingeart som beskrevs av Borgmeier och Schmitz 1923. Trineurocephala pubescens ingår i släktet Trineurocephala och familjen puckelflugor. Inga underarter finns listade i Catalogue of Life.